# Scapulaire de Notre-Dame salut des malades

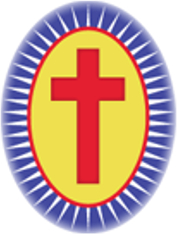
Emblème des camilliens qui se retrouvent sur le scapulaire

Le scapulaire de Notre-Dame salut des malades est un scapulaire catholique associé aux clercs réguliers pour les malades ou camilliens.

## Description
Le scapulaire est de laine noire avec d'un côté l'icone de la Vierge Marie connu sous le titre de Notre-Dame de santé ou salut des malades (Salus infirmorum) accompagnée de  saint Joseph et saint Camille de Lellis et de l'autre côté la petite croix rouge des camilliens. 

## Origine
Dans l'église Santa Maria Maddalena de Rome se trouve une icône de la Vierge Marie qui est spécialement vénérée sous le titre de secours des malades, cette église est confiée aux clercs réguliers pour les malades qui considèrent l'icone comme leur patronne. Cette image suggère à un frère de l'ordre, Ferdinand Vicari, l'idée de fonder en 1860 une confrérie sous l'invocation de la Vierge Marie pour les malades avec le scapulaire comme emblème de la confrérie.

## Approbation
Des indulgences sont accordés à l'archiconfrérie par les papes Pie IX en 1860 et par Léon XIII en 1883 ratifiées par la congrégation des indulgences le 21 juillet 1883, aucune indulgence n'est accordée pour le port seul du scapulaire.